# 安博官立小學
安博官立小學（英語：Erudite Government Primary School），原名為廣東道官立小學（英語：Canton Road Government Primary School），是香港西貢區第二間官立小學，於1959年創校，2025年遷入大上托現址及更名。該校早於1975年至1979年間實行全日制授課。但因屬試行性質，所以後來改回半日制上課。直至2000年起全面推行全日制。現時學校與廣州市花都區棠澍小學締結成姊妹學校。

## 校政管理

### 歷任校長
上午校
- 1959年至1962年：鄺耀寶 先生
- 1962年至1969年：劉炳忠 先生
- 1969年至1971年：高曼麗 女士[6]
- 1971年至1973年：劉景輝 先生
- 1973年至1975年：莫紉蘭 女士[7]
- 1979年至1980年：譚湘溥 先生
- 1980年至1984年：莫紉蘭 女士
- 1984年至1987年：梁寶恩 先生
- 1987年至1990年：陳錦霞 女士
- 1990年至1991年：吳根 先生[6]
- 1991年至1993年：郭曼玲 女士
- 1993年至1994年：曾樹森 先生
- 1994年至1995年：高婉冰 女士
- 1995年至1996年：嚴錠 先生
- 1996年至1998年：湯梅芬 女士
- 1998年至2000年：譚淑芬 女士[6][8]

下午校
- 1959年至1961年：鄧畹蘭 女士
- 1961年至1968年：董潔漪女士
- 1968年至1969年：高曼麗 女士
- 1969年至1975年：林錫麟 先生
- 1979年至1980年：陸洪鈞 先生
- 1980年至1984年：譚湘溥 先生
- 1984年至1987年：何慧秋 先生
- 1987年：潘增雄 先生
- 1987年至1988年：梁梅莊 女士
- 1988年至1992年：盧擷卿 女士
- 1992年：莫樹華 先生
- 1992年至1993年：曾樹森 先生
- 1993年至1994年：盧偉樟 先生
- 1994年至1995年：莫如韾 女士
- 1995年至1996年：鄭淑英 女士
- 1996年至1999年：曾淑賢 女士
- 1990年至2000年：黃玉貞 女士[9]

全日制
- 1975年至1976年：容華經 先生
- 1976年至1979年：譚湘溥 先生
- 2000年至2001年：譚淑芬 女士
- 2001年至2002年：鄭惠玲 女士
- 2002年至2005年：鄧愛蓮 女士[10]
- 2005年至2007年：陳慧嫻 女士[11]
- 2007年至2011年：張燕媚 女士[6]
- 2011年至2014年：李潔歡 女士[12]
- 2014年至2017年：曹小燕 女士[13]
- 2017年至2021年：袁藹儀 女士[14]
- 2021年至2022年：關玉娟 女士
- 2022年至今：鄧彥祺先生

### 歷任副校長
- 2000至2008年: 余志賢先生
- 2008至2018年：余慶賢 女士[5]
- 2018至2022年：鄧彥祺 先生[15]

## 學校資料

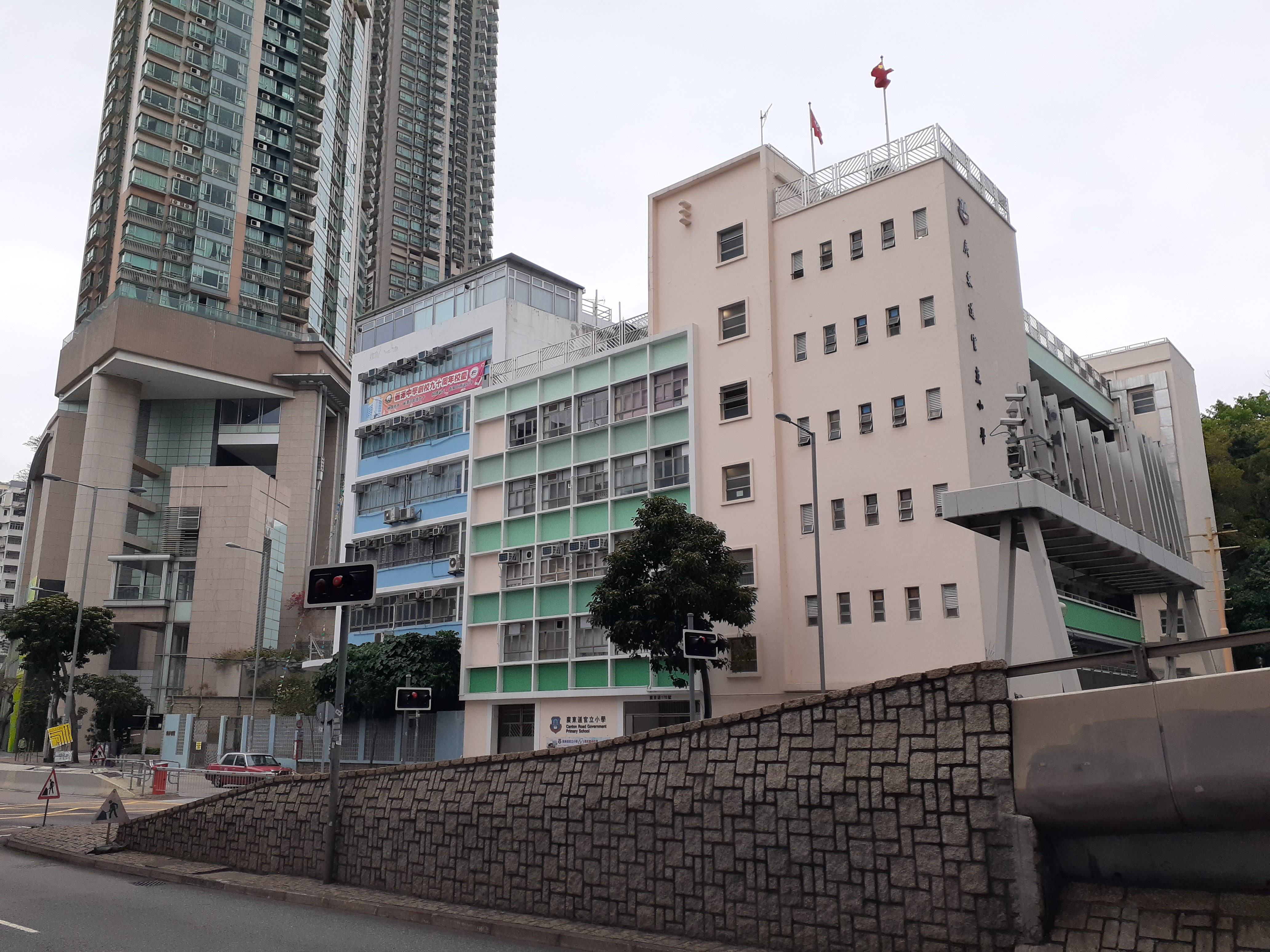
舊校址

此校於1959年創校。以「德、智、體、群、美」訓勉學生，並實行「訓輔合一，全校參與」的原則，校訓為「仁愛誠信，博學利群」，締造和諧關愛的學習環境。該校另一方面實施小班教學。通過「全人教育」，培養學生的多元智能，並激發學生潛能。目前校內的小一至小六年級共設18班，每級有3班。位於廣東道的舊校舍設有18個課室，1個禮堂以及2個操場（其中一個為室外操場，另一為室內）。
在遷往安達臣道石礦場的北面住宅區後，安博官立小學為一所設有30間課室、樓高6層的後千禧校舍，當中此校佔用整幢禮堂大樓，以及圓筒形課室大樓的1-5樓，而後者地下為一所設有6班的幼稚園，於2022年1月推出競投，並分配予新界婦孺福利會開辦全新幼稚園。該校舍位於安禧街，毗鄰居屋安樺苑。

## 未來發展
由於舊校舍空間不足，教育局於2020年8月直接批出位於安達臣道石礦場發展計劃內、鄰近安禧街及安樺苑的一幅小學用地，供此校重置之用，將於2025-26年間落成，並更名為「安博官立小學」，成為西貢區內第二間官立小學（第一間是將軍澳官立小學）。但是，由於不明原因加上官校教師調撥機制，此校將以「師生不留」方式遷校，並在2020-2024年暫停收生。
新校舍建設計劃已於2022年6月尾交付立法會工務小組委員會，並於同年8月動工，由建築署設計，俊和集團承建。

### 新校舍建設圖集

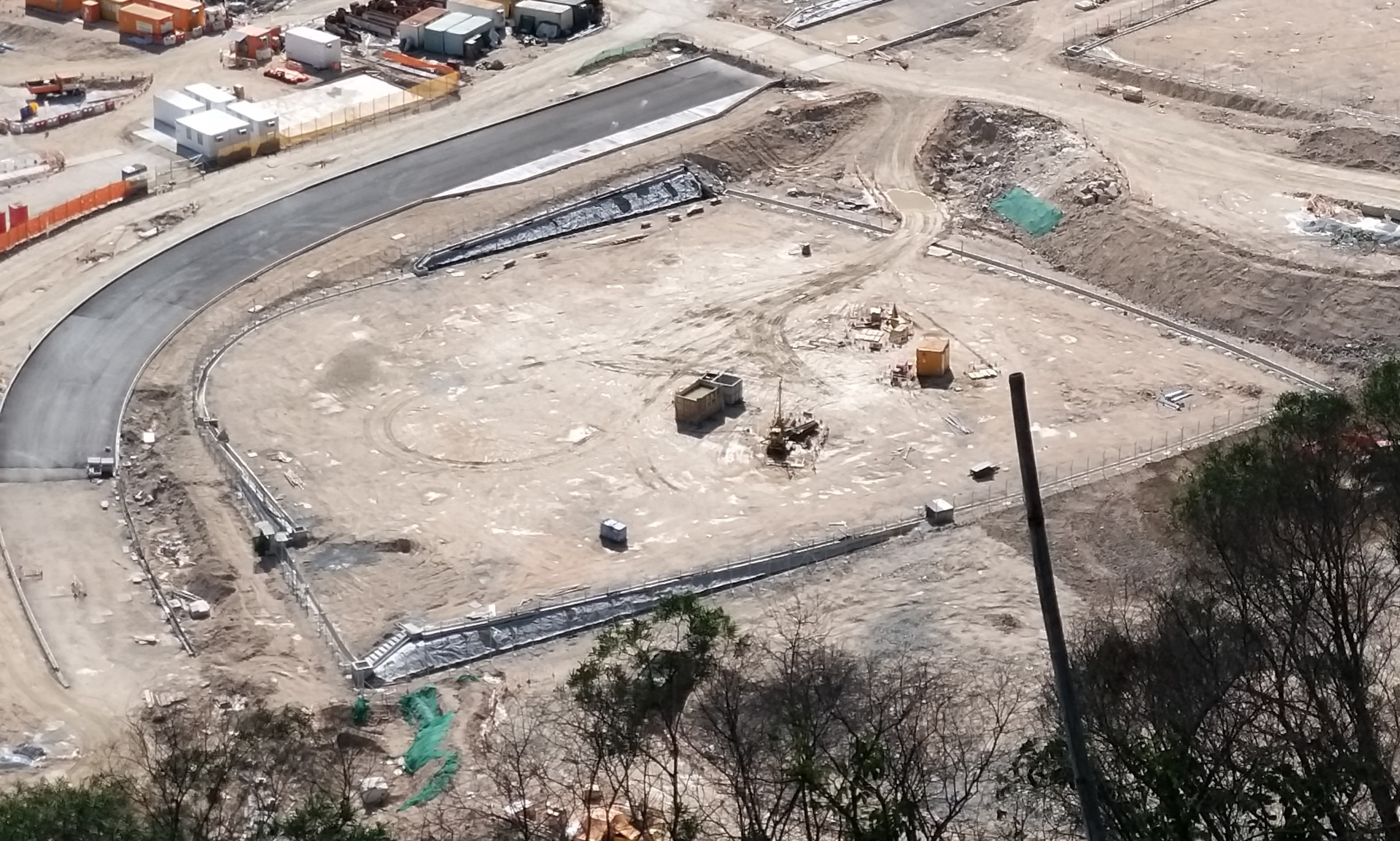
新校址用地（2021年5月）
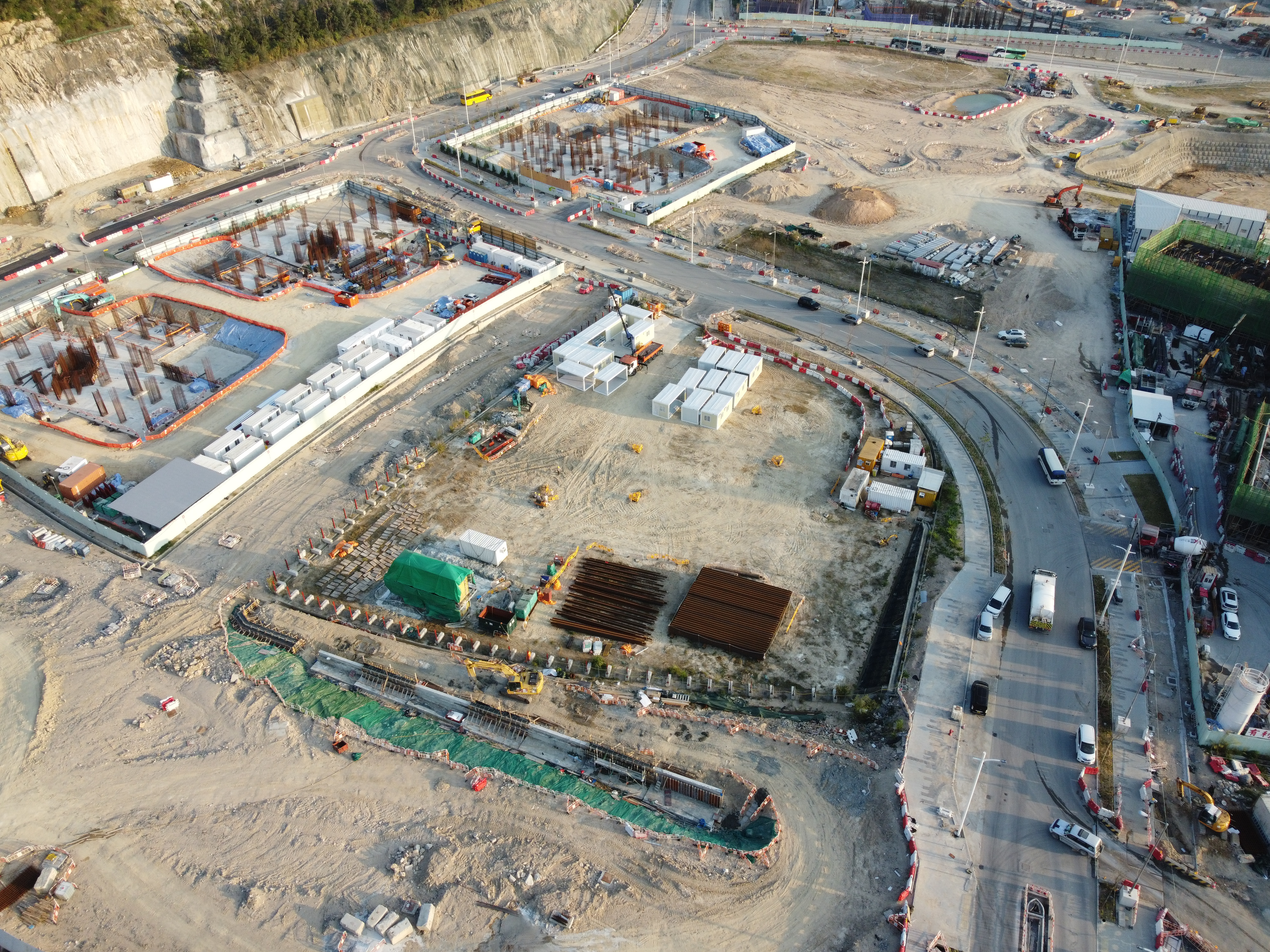
正準備施工（2022年12月）
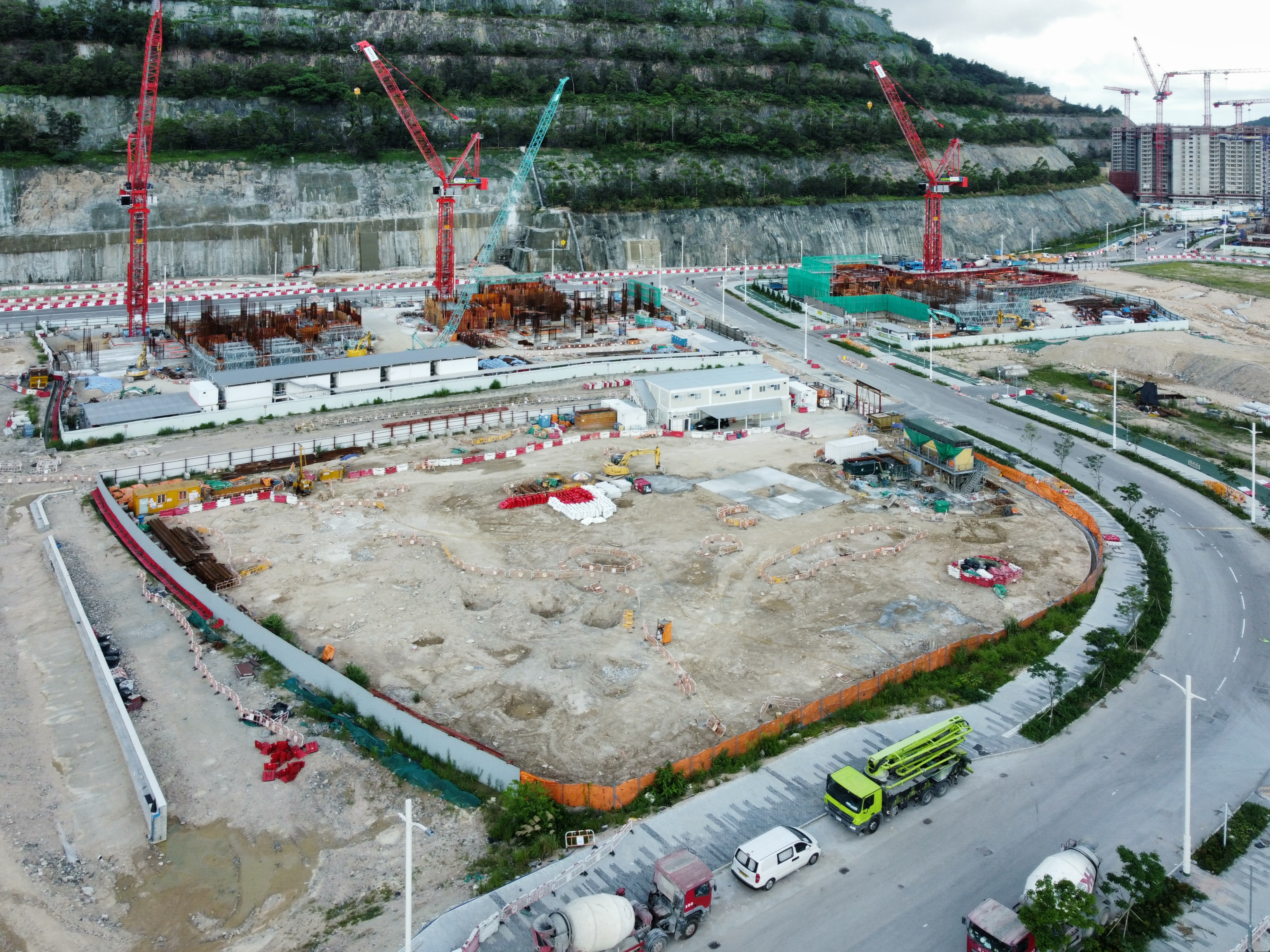
已挖掘部分基腳（2023年6月）
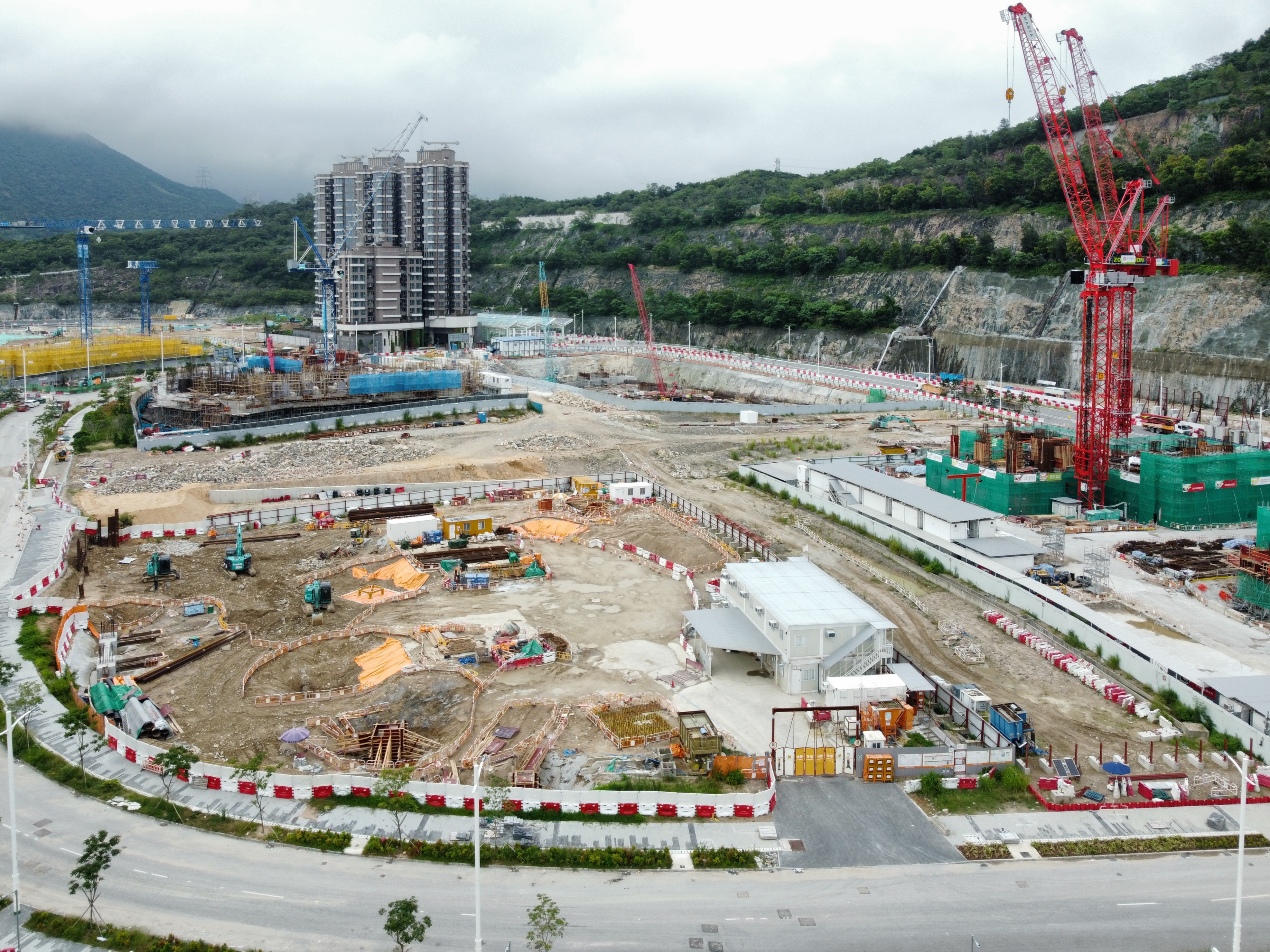
2023年8月
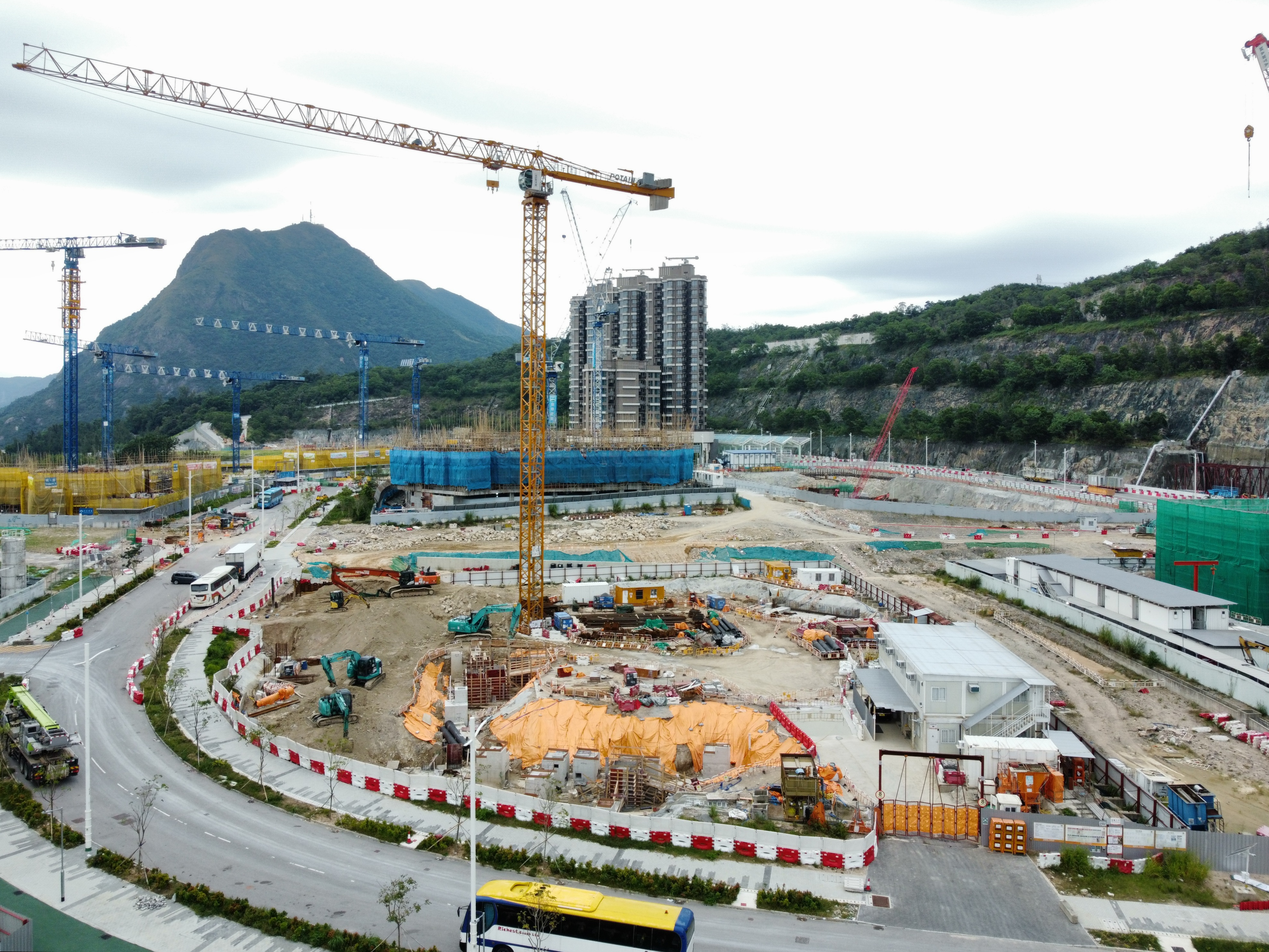
2023年10月
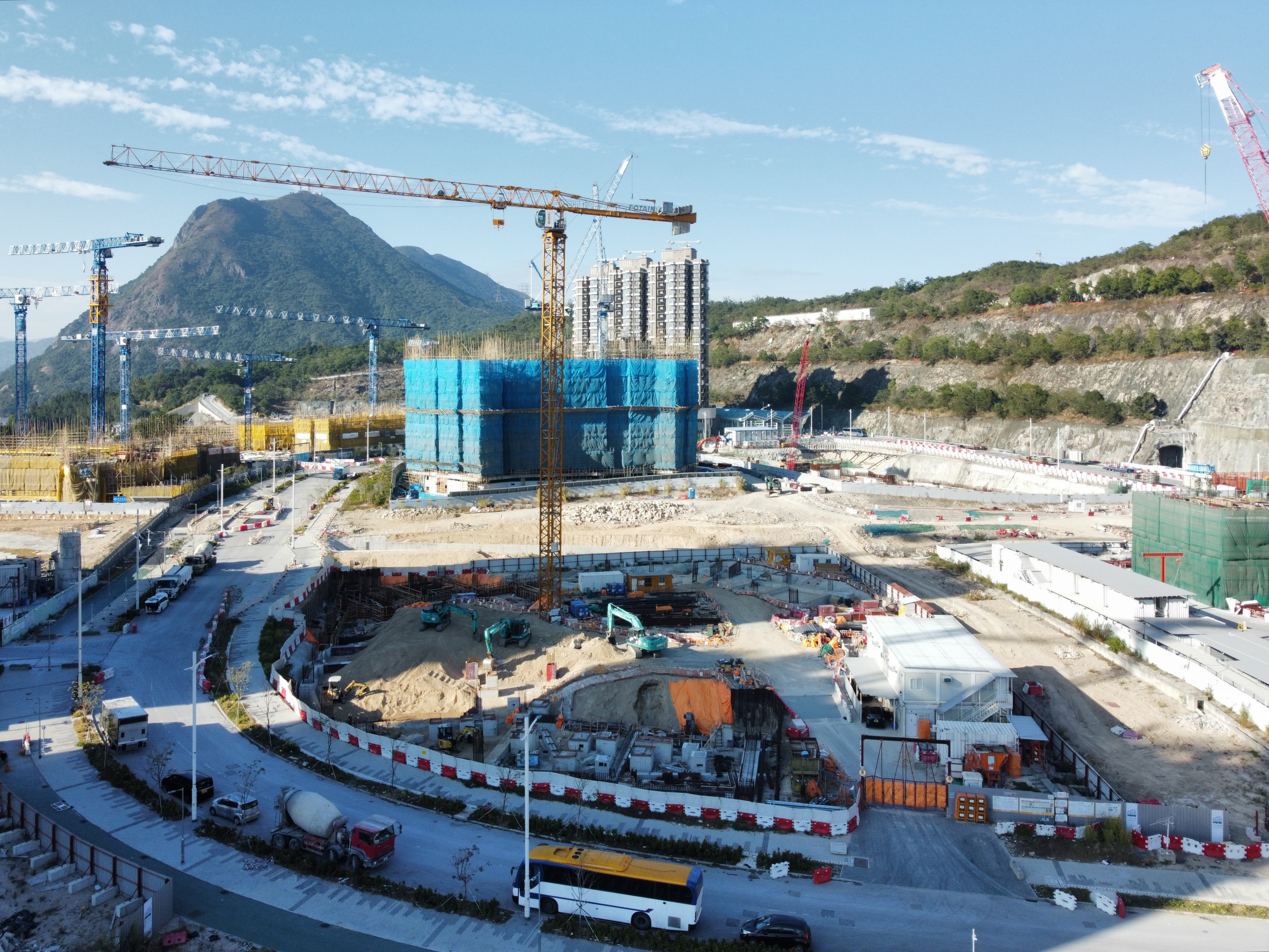
2023年12月
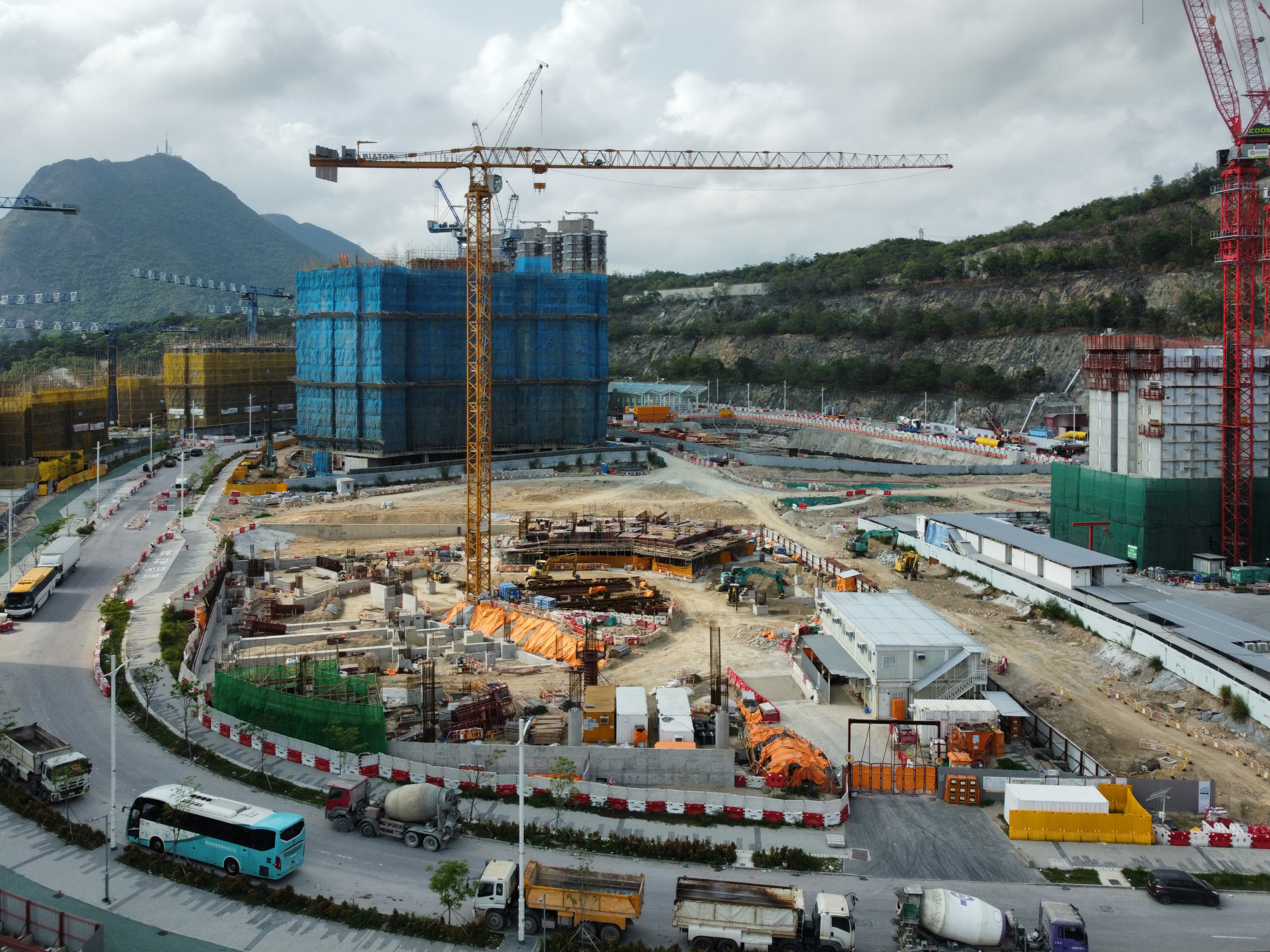
2024年4月
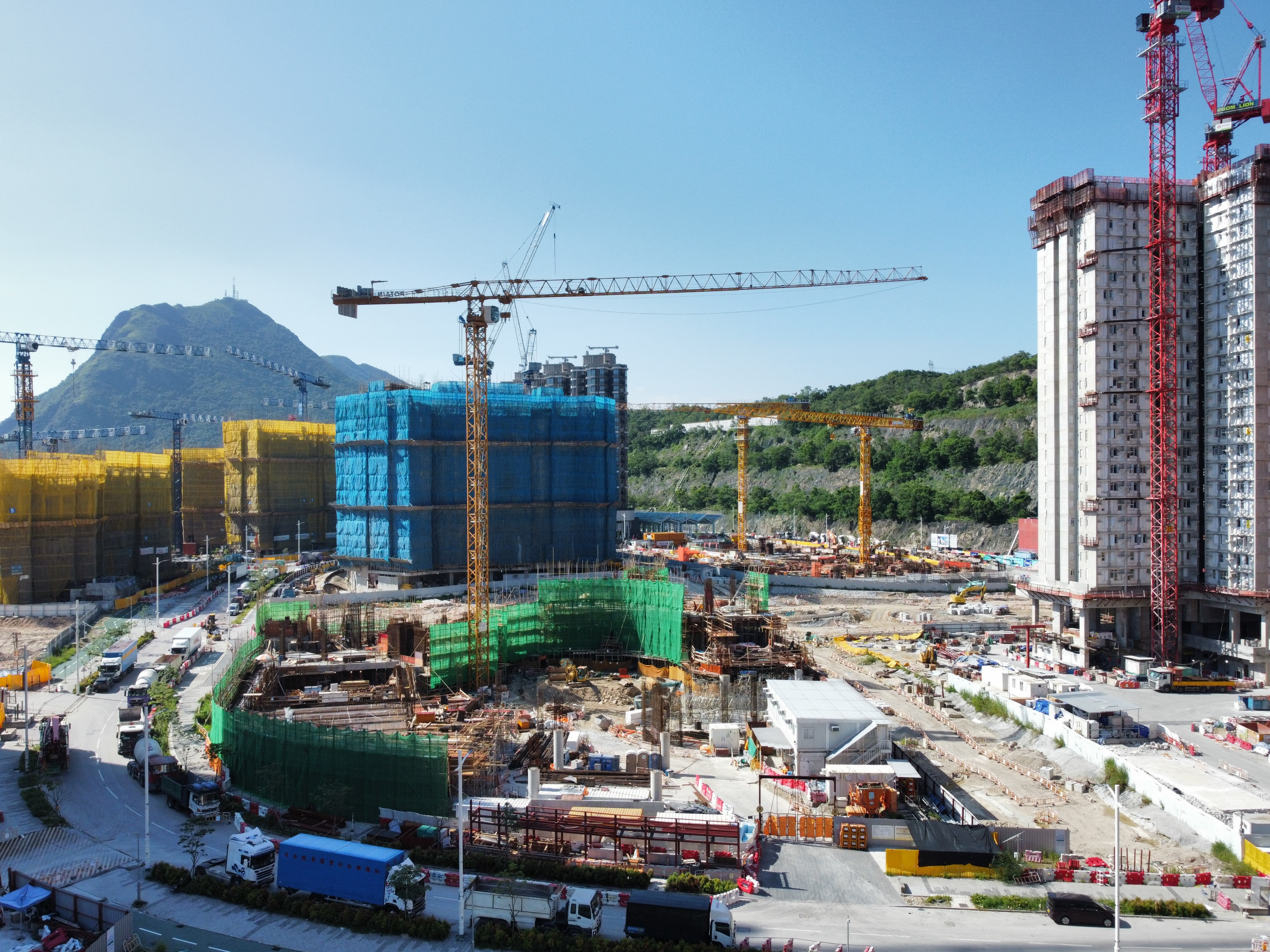
2024年8月
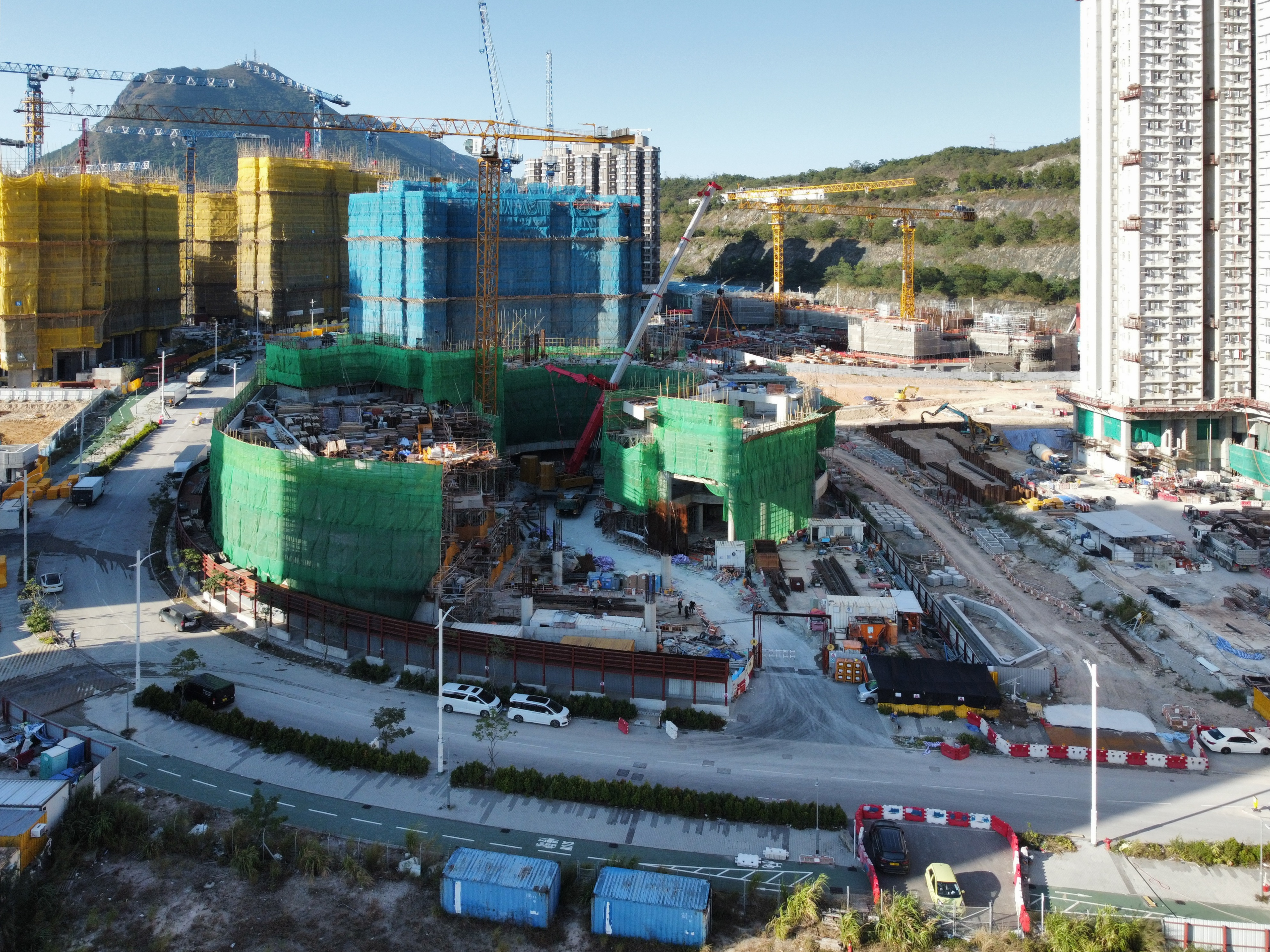
2024年11月
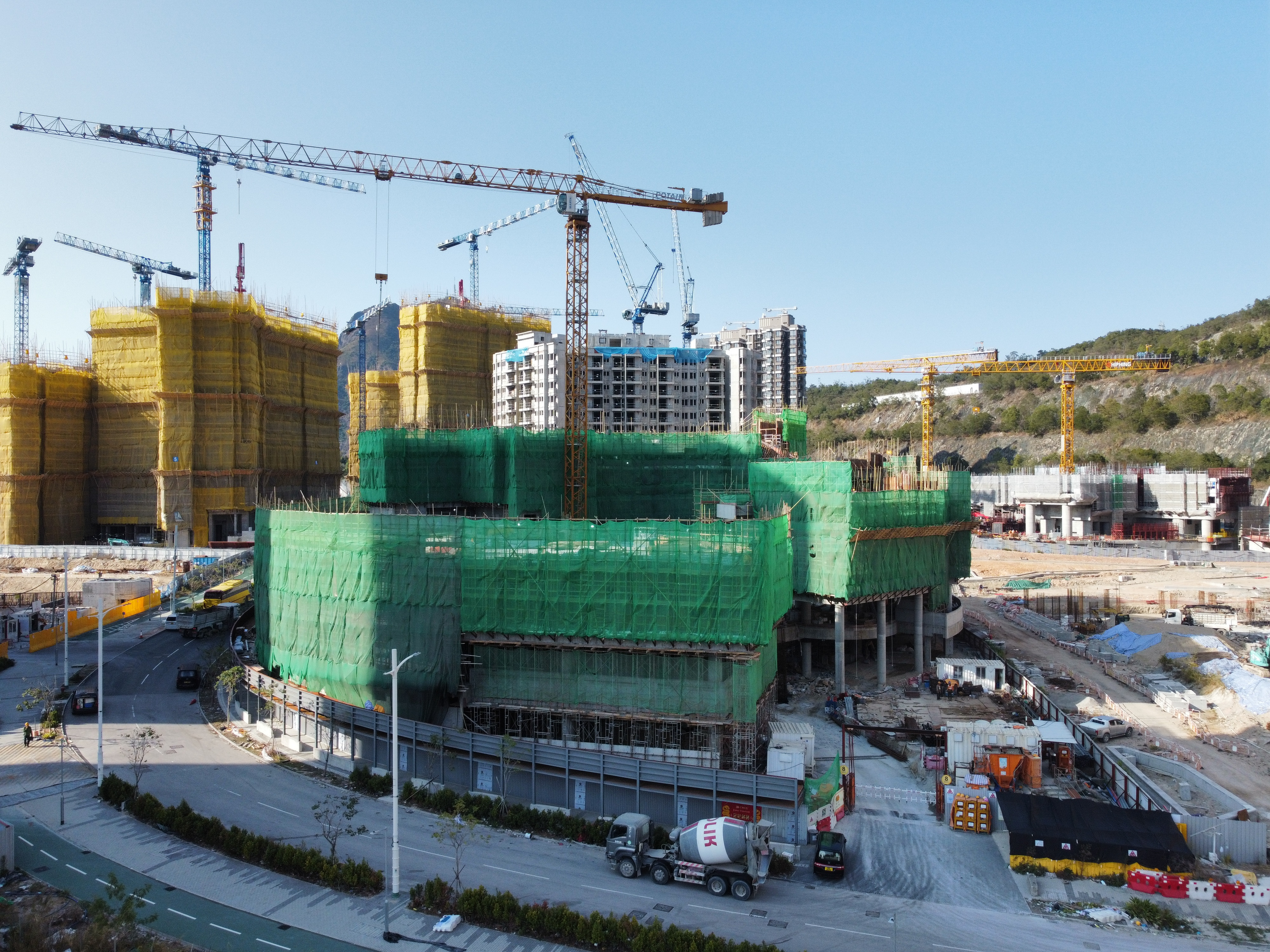
2025年2月
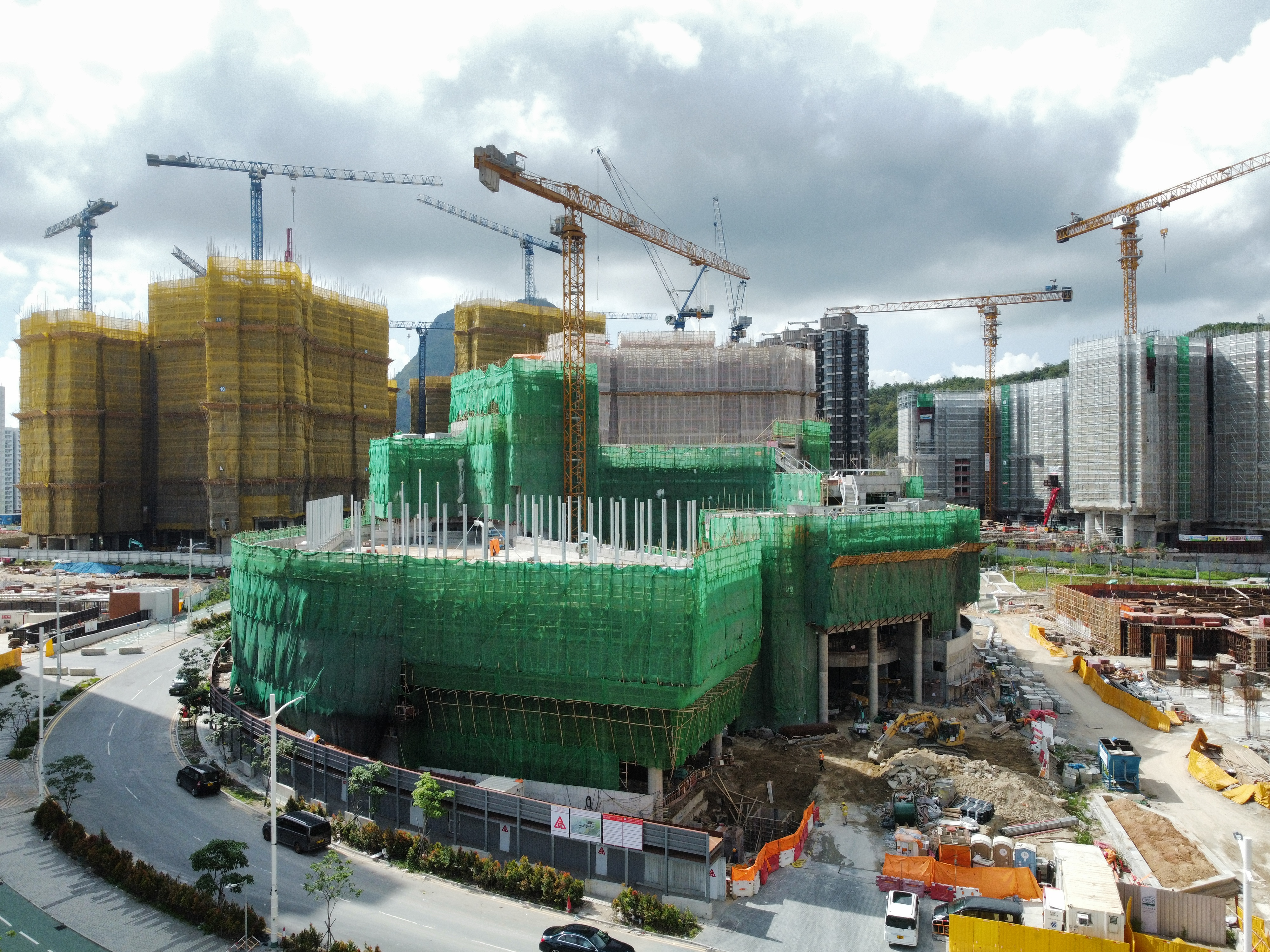
2025年5月
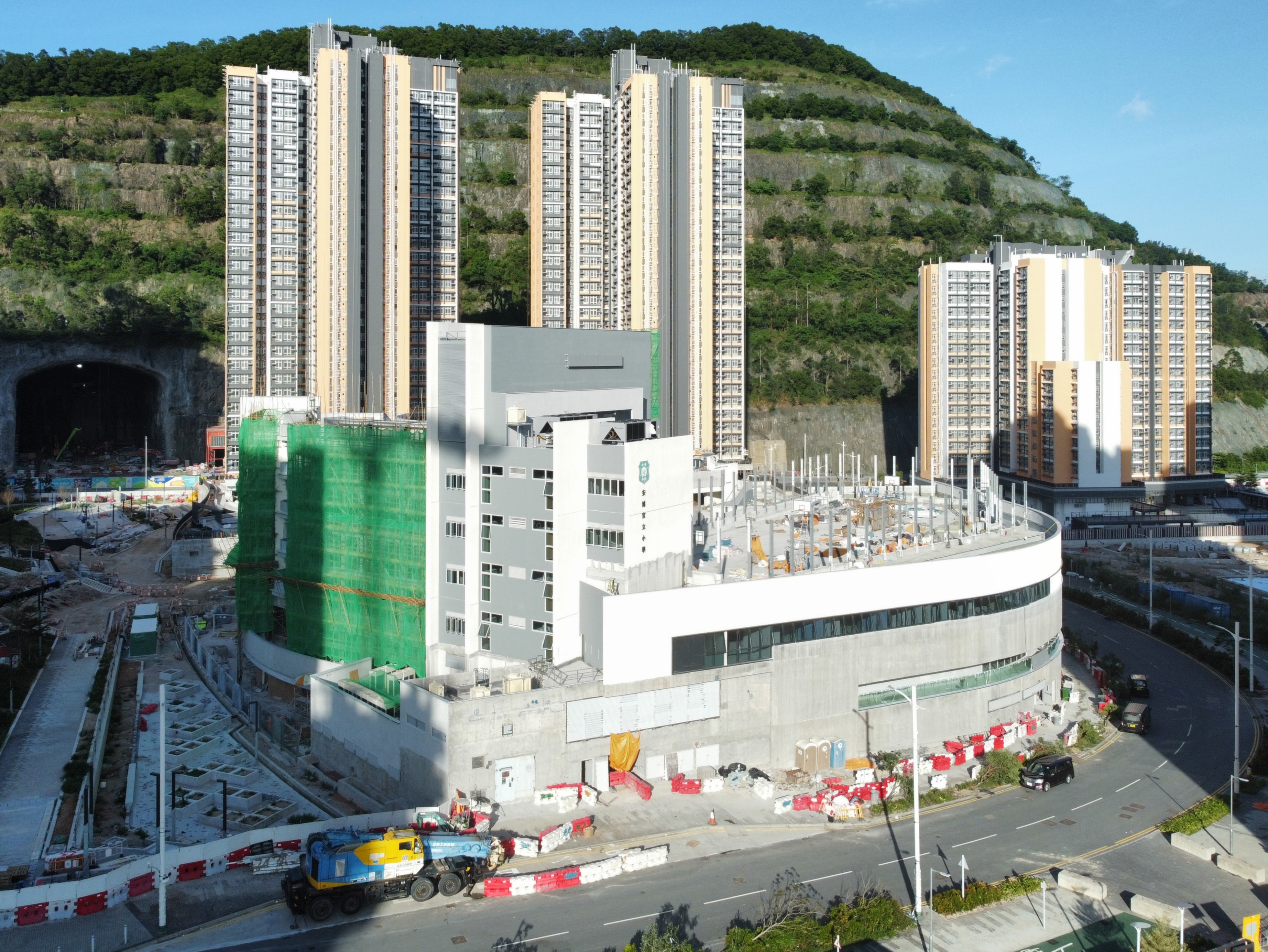
即將完工（2025年8月）

## 著名/傑出校友
- 麥錦榮（1961年畢業）：前香港專業教育學院柴灣分校院長[23]
- 鄧厚江（1969年畢業）：前香港警務處高級助理處長[23]
- 譚耀文（1981年畢業）：香港男藝人
- 雷晴雯（1988年畢業）：香港女藝人

## 外部連結
- 舊校舍網頁 （页面存档备份，存于）
- 現存校舍網頁 （页面存档备份，存于）
- 舊校舍校友會（已因遷校而解散） （页面存档备份，存于）